# Carolina Weltzin
Carolina Weltzin, född Rutström 11 september 1754, död 1812, var en svensk kokboksförfattare och översättare.

## Biografi
Carolina Weltzin var dotter till "den namnkunnige, förföljde kyrkoherden och folktalaren" Anders Carl Rutström och Brita Stiernman. Morfadern befallningsmannen Petter Stiernman, var sonsons son till Nicolaus Olai Bothniensis och Bureättling. Hon var gift med sekreteraren och ombudsmannen vid Assistanskontoret assessorn Peter Weltzin (död 1787). 
Hon skrev dikten ”Impromptu af ett Vittert Fruntimmer till en af Våra Svenska Skalder” i Dagligt Allehanda till Carl Michael Bellman, som dedikerade dikten ”Afton-qväde. Dediceradt till fru assessorskan Weltzin”, till henne. 
1804 utgav hon Ny kokbok. Eller anwisning till en myckenhet nu brukliga maträtters tillredelse; jemte ett bihang innehållande kunskaper om hwarjehanda hushållsrön.